# Krv nije voda (televizijska serija)
Krv nije voda  je hrvatska televizijska serija snimana od 2011. do 2013.; 2022 godine.

## Epizode
Serija se sastoji od pilot sezone i još 6 sezona, ukupno 7 sezona s 256 epizoda.
| Sezona | Sezona | Epizode | Premijera          | Finale             |
| ------ | ------ | ------- | ------------------ | ------------------ |
|        | 0.     | 13      | 30. svibnja 2011.  | 17. lipnja 2011.   |
|        | 1.     | 70      | 29. kolovoza 2011. | 16. prosinca 2011. |
|        | 2.     | 88      | 6. siječnja 2012.  | 3. listopada 2012. |
|        | 3.     | 30      | 5. listopada 2012. | 25. veljače 2013.  |
|        | 4.     | 40      | 26. veljače 2013.  | 28. lipnja 2013.   |
|        | 5.     | 10      | 10. prosinca 2022. | 24. prosinca 2022. |
|        | 6.     | 5       | 25. prosinca 2022. | 31. prosinca 2022. |

## Opis
Serija je nadahnuta svakodnevnim životnim pričama koje pogađaju mnoge obitelji, poput nestanka člana obitelji, upadanja u zamku nagomilanih dugova, iznenadnog kraha braka zbog varanja supružnika, borbe oko skrbništva nad djecom, ovisnosti o kockanju ili problema s nestašnom djecom. Svaka epizoda u dokumentarnom obliku prati pojedinu obitelj i šokantnu priču koja ih je zadesila, dok su glavni glumci i lokacije na kojima su scene snimane stvarni, što dodatno pridonosi autentičnosti priča koje uvijek pokušavaju ostati unutar četiri zida.

## Pozadina
Ideja za „Krv nije voda“ nastala je tijekom razmišljanja o projektu koji bi hrvatskim gledateljima predstavio jednostavan i inovativan trend prikazivanja stvarnog života i osobnih drama "običnih ljudi" koji je u posljednjih nekoliko godina osvojio televizijska tržišta mnogih zapadnoeuropskih zemalja. Iako su sve prikazane priče inspirirane stvarnim događajima iz života ljudi, njih utjelovljuju naturščici, ljudi iz susjedstva, ljudi kojima gluma nije posao od kojega žive. U prvoj sezoni serijala bilo je angažirano oko tisuću 'glumaca', dok u drugoj, koja se još uvijek emitira, oko 500-tinjak različitih profila – od pravnika, plesača, opernih pjevača i teta u vrtiću do soboslikara, novinara, medicinskih sestara, kućanica i profesionalnih kuhara. Budući da je generalno pravilo autentičnost priča, neki 'glumci' su u više epizoda utjelovili određene likove, na primjer odvjetnike, socijalne radnike, policajce, liječnike i medicinske sestre.

## Vanjske poveznice
- Krv nije voda, stranice na RTL Televiziji  Arhivirana inačica izvorne stranice od 14. srpnja 2021. (Wayback Machine)